# Pristimantis devillei
Pristimantis devillei é uma espécie de anfíbio  da família Craugastoridae.
É endémica do Equador.
Os seus habitats naturais são: regiões subtropicais ou tropicais húmidas de alta altitude, matagal tropical ou subtropical de alta altitude e tundras.
Está ameaçada por perda de habitat.